# Song Aimin
Song Aimin (宋愛民T, 宋爱民S, Sòng ÀimínP; Hengshui, 15 marzo 1978) è una discobola cinese.

## Palmarès
| Anno | Manifestazione      | Sede        | Evento           | Risultato | Misura  | Note                                     |
| ---- | ------------------- | ----------- | ---------------- | --------- | ------- | ---------------------------------------- |
| 2002 | Giochi asiatici     | Pusan       | Lancio del disco | Argento   | 61,80 m |                                          |
| 2003 | Mondiali            | Saint-Denis | Lancio del disco | 7ª        | 63,84 m |                                          |
| 2004 | Olimpiadi           | Atene       | Lancio del disco | 25ª       | 58,19 m |                                          |
| 2005 | Campionati asiatici | Incheon     | Lancio del disco | Oro       | 65,15 m | Record dei campionati                    |
| 2005 | Universiadi         | Smirne      | Lancio del disco | Argento   | 61,74 m |                                          |
| 2005 | Mondiali            | Helsinki    | Lancio del disco | 10ª       | 57,90 m |                                          |
| 2006 | Giochi asiatici     | Doha        | Lancio del disco | Oro       | 63,53 m | Miglior prestazione personale stagionale |
| 2007 | Mondiali            | Osaka       | Lancio del disco | 14ª (q)   | 60,10 m |                                          |
| 2008 | Olimpiadi           | Pechino     | Lancio del disco | Bronzo    | 62,20 m |                                          |
| 2009 | Campionati asiatici | Canton      | Lancio del disco | Oro       | 63,90 m |                                          |
| 2009 | Mondiali            | Berlino     | Lancio del disco | 5ª        | 62,42 m |                                          |
| 2010 | Giochi asiatici     | Canton      | Lancio del disco | Argento   | 64,04 m | Miglior prestazione personale stagionale |